# علاء الدين يحيى
علاء الدين يحيى (مواليد 26 سبتمبر 1981 في كولومبيس - فرنسا) لاعب كرة قدم تونسي يلعب حاليا لصالح نادي الدرجة الأولى لنس الفرنسي منذ 2008 في مركز قلب الدفاع.

## روابط خارجية
- علاء الدين يحيى على موقع رابطة كرة القدم الفرنسية للمحترفين (الإنجليزية)
- علاء الدين يحيى على موقع إي إس بي إن إف سي (الإنجليزية)
- علاء الدين يحيى على موقع قاعدة بيانات كرة القدم.إي يو (الإنجليزية)
- علاء الدين يحيى على موقع ناشيونال فوتبول تيمز (الإنجليزية)
- علاء الدين يحيى على موقع Soccerbase.com (لاعب) (الإنجليزية)
- علاء الدين يحيى على موقع Soccerway.com (الإنجليزية)
- علاء الدين يحيى على موقع عالم كرة القدم.نت (الإنجليزية)
- علاء الدين يحيى على موقع كووورة
- علاء الدين يحيى على موقع أوليمبيديا (الإنجليزية)